# Битва за Синькоу
Битва за Синькоу (кит. упр. 忻口会战, пиньинь Xīnkǒu Huìzhàn, палл. Синькоу хуэйчжань) — одно из крупных сражений японо-китайской войны 1937—1945 годов.

## Предыстория
После сражения у Нанькоу Чахарские экспедиционные войска японской Квантунской армии оккупировали Датун в провинции Шаньси, и начали продвижение к району Яньбэй. Японская 5-я дивизия начала наступление из провинции Хэбэй, наступая с востока, и заняла города Гуанлинь, Линьчжоу и Хунъюань.
В конце сентября японский командующий Сэйсиро Итагаки приказал 5-й дивизии и Чахарским экспедиционным войскам начать атаку китайской линии обороны вдоль Великой стены в провинции Шаньси. Командующий 2-го военного района Янь Сишань приказал китайским войскам отступить и организовать оборону в горных проходах Няньцзыгуань и Пинсингуань. Даже после того, как 8-я армия Линь Бяо успешно разгромила попавших в засаду японцев в Пинсингуаньском сражении, китайские войска, неся тяжёлые потери от японских танков и артиллерии, были вынуждены отступить к горе Утайшань и организовать новую линию обороны у Синькоу.

## Сражение за Синькоу
Янь Сишань собрал все свободные китайские войска, находившиеся под его командованием, чтобы организовать оборону Синькоу, так как это место, находившееся между горами Утайшань и Юньчжуншань, было воротами Тайюани — столицы провинции Шаньси. 1 октября японское главное командование приказало Сэйсиро Итагаки повести 5-ю дивизию и Чахарские экспедиционные войска в финальное наступление на Тайюань. В тот же день военная комиссия китайского правительства приказала 14-й армейской группе (командир — Вэй Лихуан) вступить с японцами в бой под Синькоу. 14-я армейская группа вместе с восемью армиями Янь Сишаня организовали оборону Синькоу с фронта, в то время как 18-я армейская группа Чжу Дэ (без 120-й дивизии) вместе со 101-й дивизией, 73-й дивизией и свежесформированной 2-й дивизией организовали оборону правого фланга вдоль южного берега реки Сутоу, а одна дивизия была послана в неприятельский тыл для дезорганизации его левого фланга. 6-я армейская группа, состоявшая из двух дивизий и одной бригады, образовала китайский левый фланг, 120-я дивизия (командир — Ян Айюань) сконцентрировалась в Хэйюе и Янфанкоу, а одна дивизия была послана в неприятельский тыл для дезорганизации его правого фланга. 34-я и 35-я армии Фу Цзои находились в резерве, контролируя районы Динсяна и Синьсяня.
2 октября 2-я бригада из состава Чахарских экспедиционных войск начала атаку на Гоусянь (современный Гоуянсянь), и китайская 19-я армия отбивала атаки до 9 октября. 15-я бригада из состава Чахарских экспедиционных войск обошла Гоусянь и атаковала Юаньпин, втянув 196-ю бригаду 34-й армии под командованием Цзян Юйчжэня в интенсивные бои. После кровавой схватки китайские войска были сметены, и 12 октября японцы взяли Юаньпин. После взятия Гоусяня и Юаньпина японские войска были готовы двинуться на Синькоу.
Из-за неблагоприятного развития событий на поле боя китайский командующий Вэй Лихуан был вынужден 2 октября реорганизовать оборону. Он поместил 9-ю, 61-ю и 35-ю армии в горный проход Синькоу, формируя центральную линию обороны, в то время ка 14-я армия, 71-я и 66-я дивизии под командованием Ли Моаня сформировали левый фланг, контролировавший гору Юньчжуншань, а 33-я, 17-я и 15-я армии образовали правый фланг, контролировавший гору Утайшань.
13 октября Сэйсиро Итагаки бросил 50 000 японских войск в крупное наступление на Синькоу. 5-я дивизия на левом фланге наступала на Наньхуахуа, 15-я бригада на правом фланге сконцентрировала усилия на Дабайшуй, а 2-я бригада находилась в тылу, держа оборону по линии Великой стены. 5-я дивизия использовала свыше 30 самолётов и более 40 стволов тяжёлой артиллерии, а также свыше 50 танков для поддержки атак пехоты, в то время как китайские войска на центральной линии обороны использовали складки местности для организации мощной обороны в условиях нехватки огневых средств. Бои под Синькоу продолжались много дней, позиция у Наньхуахуа много раз переходила из рук в руки. В этом сражении Хао Мэнлин, командовавший 9-й армией, стал первым китайским генералом, погибшим на поле боя во время японо-китайской войны 1937—1945 годов. Но, несмотря на его смерть, 61-я армия под командованием Чэнь Чжанцзе и 19-я армия под командованием Ван Цзинго продолжали оборонять Синькоу и смогли удержать позиции. В это же время 8-я армия китайских коммунистов устроила ряд нападений на тыловые районы японцев под Линцю, Гуанлином, Вэйсянем, Пинсингуанем, Нинъу и Яньмэнгуанем. Вечером 19 октября 769-й полк 120-й дивизии атаковал авиабазу Янминбао, уничтожив на земле 20 японских самолётов.
К этому моменту японцы потеряли уже около 20 000 человек, но успеха атаки на Синькоу не достигли. В результате 22, 27 и 29 октября японский Северо-Китайский фронт был вынужден перебросить дополнительно три полка для помощи атакам на Наньхуахуа. Однако японские войска так и не смогли занять эту важную позицию, и им пришлось перенацелить атаки на Дабайшуй.

## Оборона Няньцзыгуаня
Военная комиссия китайского правительства приказала войскам 1-го военного района передислоцироваться и организовать оборону у Няньцзыгуаня. 17-я и 30-я дивизии защищали центр, 3-я армия разместилась справа, а 14-я армейская группа - слева. Командовать операцией был назначен Хуан Шаохун, заместитель командующего 2-м военным районом.
11 октября японская 20-я дивизия взяла Цзинсин. Используя лишь часть сил для атаки Няньцзыгуаня, японцы основными силами обошли его и взяли Цзюгуань. Так как в результате защитники Няньцзыгуаня оказались в окружении, Янь Сишань быстро приказал 26-й армии Сунь Ляньчжуна, находившейся в северной части провинции Шаньси, двинуться к Няньцзыгуаню и организовать контратаку, но отбить Цзинсин не удалось. 21 октября японская 20-я дивизия, получив в подкрепление 109-ю дивизию, продолжила атаковать Няньцзыгуань с юга при поддержке авиации. 26 октября четыре японских батальона спецназа смогли прорвать китайскую линию обороны в Цэюйчжэни. Китайские войска были вынуждены отступить к Тайюани, а японцы преследовали их вдоль железной дороги Шицзячжуан-Тайюань. 11 ноября японцы, отбив контратаку 41-й армии, взяли Шоуян. К этому времени все китайские войска под Синькоу получили приказ отступать к Тайюани, чтобы не оказаться в окружении. Японцы выиграли битву за Синькоу.

## Итоги
Битва за Синькоу стала первым примером крупномасштабного взаимодействия между местными войсками (войска Янь Сишаня из провинции Шаньси), китайскими коммунистами (8-я армия) и Центральной армией Чан Кайши (14-я армейская группа). Хотя объединённые китайские силы и вели упорные бои, но техническое и огневое превосходство японских войск нанесло им тяжёлые потери. Согласно заметкам генерала Ли Моаня, в качестве единственного оружия против японских танков у китайцев были бутылки с коктейлем Молотова, и многие защитники левого фланга просто бежали при виде танков. После этого сражения и последующих боёв у Тайюани китайская сторона потеряла контроль над северным Китаем, и дальнейшее сопротивление происходило лишь в форме небольших партизанских вылазок.